# Asota heliconioides
Asota heliconioides är en fjärilsart som beskrevs av Moore 1878. Asota heliconioides ingår i släktet Asota och familjen nattflyn. Inga underarter finns listade i Catalogue of Life.